# Ubisoft
Ubisoft Entertainment (vroeger Ubi Soft) is een Franse ontwikkelaar en uitgever van computerspellen. Het bedrijf heeft 20 vestigingen in 16 landen. De hoofdvestiging is in de Franse plaats Montreuil. Het bedrijf is in Europa het op twee na grootste onafhankelijke bedrijf dat computerspellen uitgeeft, de op drie na grootste in de Verenigde Staten en de op drie na grootste in de wereld (Japan uitgezonderd).

## Geschiedenis
Ubisoft werd opgericht in Carentoir (Frankrijk) in 1986 door vijf broers. Een van de broers, Yves Guillemot, maakte al snel afspraken met Electronic Arts, Sierra On-Line en MicroProse om hun spellen in Frankrijk te verspreiden. Tegen het einde van de jaren 1990 gingen ze ook in andere landen aan de slag, waaronder het Verenigd Koninkrijk, de Verenigde Staten en Duitsland.
In het jaar 2000 werd Red Storm Entertainment onderdeel van Ubisoft. Red Storm Entertainment ontstond, toen de schrijver Tom Clancy een kapitein van het Amerikaanse leger ontmoette, Doug Littlejohns. Omdat Clancy veel succes had met zijn laatste boek, The Hunt for Red October (De jacht op de Red October), vroeg Clancy aan Littejohns advies voor een nieuw boek, Red Storm Rising (Operatie Rode Storm). Twaalf jaar later had Tom Clancy een formule bedacht om een boek en een computerspel samen uit te brengen. Hij richtte Red Storm Entertainment op en onder die naam bracht hij de nieuwe formule op de markt. Littlejohns werd de directeur van het bedrijf. Later bracht Red Storm Entertainment alleen maar games uit, die zeer succesvol waren, waaronder Tom Clancy's Politika en Rainbow Six.
In 2004 nam Electronic Arts een belang van 20% in Ubisoft. In 2010 besloot EA om dit belang weer van de hand te doen.
Op 30 november 2018 maakte Ubisoft bekend de Nederlandse hostingprovider i3D.net over te nemen.

## Ontwikkelstudio's & dependances

### Huidige
| Naam                   | Locatie                   | Opgericht/ overgenomen |
| ---------------------- | ------------------------- | ---------------------- |
| 1492 Studio            | Vailhauquès               | 2018                   |
| Blue Byte              | Düsseldorf                | 2001                   |
| Blue Byte Mainz        | Mainz                     | 2013                   |
| Blue Mammoth Games     | Atlanta, Georgia          | 2018                   |
| Future Games of London | Londen                    | 2013                   |
| Hybride Technologies   | Montreal, Quebec          | 2008                   |
| i3D.net                | Rotterdam                 | 2018                   |
| Ivory Tower            | Lyon                      | 2015                   |
| Ketchapp               | Parijs                    | 2016                   |
| Massive Entertainment  | Malmö                     | 2008                   |
| Nadeo                  | Issy-les-Moulineaux       | 2009                   |
| Owlient                | Parijs                    | 2011                   |
| RedLynx                | Helsinki                  | 2011                   |
| Ubisoft Abu Dhabi      | Abu Dhabi                 | 2011                   |
| Ubisoft Annecy         | Annecy                    | 1996                   |
| Ubisoft Barcelona      | Barcelona                 | 1998                   |
| Ubisoft Belgrade       | Belgrado                  | 2016                   |
| Ubisoft Berlin         | Berlijn                   | 2017                   |
| Ubisoft Bordeaux       | Bordeaux                  | 2017                   |
| Ubisoft Chengdu        | Chengdu                   | 2008                   |
| Ubisoft Halifax        | Halifax, Nova Scotia      | 2015                   |
| Ubisoft Kiev           | Kiev                      | 2008                   |
| Ubisoft Leamington     | Leamington Spa            | 2017                   |
| Ubisoft Milan          | Milaan                    | 1998                   |
| Ubisoft Montpellier    | Montpellier               | 1994                   |
| Ubisoft Montreal       | Montreal, Quebec          | 1997                   |
| Ubisoft Mumbai         | Mumbai                    | 2018                   |
| Ubisoft Odesa          | Odessa                    | 2018                   |
| Ubisoft Osaka          | Osaka                     | 2008                   |
| Ubisoft Paris          | Parijs                    | 1992                   |
| Ubisoft Philippines    | Santa Rosa                | 2016                   |
| Ubisoft Pune           | Pune                      | 2008                   |
| Ubisoft Quebec         | Quebec, Quebec            | 2005                   |
| Ubisoft Red Storm      | Cary, North Carolina      | 2000                   |
| Ubisoft Reflections    | Newcastle upon Tyne       | 2006                   |
| Ubisoft S.R.L.         | Boekarest                 | 1992                   |
| Ubisoft Saguenay       | Saguenay, Quebec          | 2017                   |
| Ubisoft San Francisco  | San Francisco, Californië | 2009                   |
| Ubisoft Shanghai       | Shanghai                  | 1996                   |
| Ubisoft Singapore      | Singapore                 | 2008                   |
| Ubisoft Sofia          | Sofia                     | 2006                   |
| Ubisoft Stockholm      | Stockholm                 | 2017                   |
| Ubisoft Toronto        | Toronto, Ontario          | 2009                   |
| Ubisoft Winnipeg       | Winnipeg, Manitoba        | 2018                   |

### Voormalige
- Ubisoft Casablanca
- Ubisoft São Paulo, sinds 2010 richt het bedrijf enkel op de distributie en detailhandel voor Ubisoft-spellen
- Sunflowers Interactive Entertainment Software
- Ubisoft Vancouver
- Wolfpack Studios
- Ubisoft Zurich